# Handball-Oberliga Hamburg/Schleswig-Holstein 2010/11
Die Handball-Oberliga Hamburg/Schleswig-Holstein 2010/11 war die erste Spielzeit der neu gegründeten Handballliga, die unter dem Dach der Handballverbände Hamburg (HHV) und Schleswig-Holstein (HVSH) organisiert  wurde. Sie ist die höchste Spielklasse des Verbundes und wird hinter der 3. Liga als vierthöchste Spielklasse im deutschen Ligensystem eingestuft.

## Saisonverlauf
Die Oberliga-Hamburg und Oberliga-Schleswig-Holstein, die nun den Unterbau der neuen Liga bilden, sind ab dieser Saison in Hamburgliga und Schleswig-Holsteinliga umbenannt worden.
Männer: Erster Meister der Oberliga Hamburg – Schleswig-Holstein und Aufsteiger in die 3. Liga wurde der DHK Flensborg. Vizemeister war die HSG Schülp/Westerrönfeld und zu den ersten Absteigern der Liga gehörten der TSV Altenholz II Norderstedter SV, HG Hamburg-Barmbek, und die Bramstedter TS. 
Frauen: Erster Meister der Oberliga Hamburg – Schleswig-Holstein und Aufsteiger in die 3. Liga wurde der SC Alstertal-Langenhorn. Vizemeister war die Ahrensburger TSV und zu den ersten Absteigern der Liga gehörten die SG Hamburg-Nord, MTV Herzhorn und SG Altona.

### Modus
Vierzehn Mannschaften spielten eine Hin- und Rücksrunde. Nach Abschluss der daraus resultierenden Spieltage stieg der Meister in die 3. Liga auf, während die letzten vier Mannschaften (Frauen drei) in die Ligen der Landesverbände absteigen mussten. Der Modus war für Männer und Frauen gleich.

## Teilnehmer
Neben den Mannschaften, die sich über die OL-Hamburg und OL-Schleswig-Holstein qualifizierten, kamen noch drei Absteiger (A) aus der Regionalliga Nordost hinzu.

### Abschlussplatzierungen
| Männer  1. DHK Flensborg (A) - 2. HSG Schülp/Westerrönfeld - 3. VfL Bad Schwartau II - 4. MTV Herzhorn - 5. HSV Hamburg II - 6. TSV Ellerbek (A) - 7. HSG Hohn/Elsdorf - 8. SG Hamburg-Nord - 9. TSV Alt Duvenstedt - 10 SG WIFT Neumünster  11 Norderstedter SV  12 HG Hamburg-Barmbek  13. TSV Altenholz II  14 Bramstedter TS (A) | Frauen  1. SC Alstertal-Langenhorn - 2. Ahrensburger TSV - 3. Lauenburger SV - 4. HSG Holstein Kiel / Kronshagen - 5. TSV Wattenbek - 6. HSG Tarp-Wanderup - 7. TSV Jörl - 8. TSV Ellerbek (A) - 9. Bredstedter TSV (A) - 10 THW Kiel - 11 HSG Fockbek/Nübbel  12 SG Hamburg-Nord  13 MTV Herzhorn (A)  14 SG Altona |

Handballverband Hamburg (HHV)

Handballverband Schleswig-Holstein

(A) = Absteiger aus der Regionalliga Nordost (N) = neu in der Liga
  Meister und Aufsteiger zur 3. Liga 2011/12
- Für die Oberliga 2011/12 qualifiziert